# Сиде (Львовская область)
Сиде (укр. Сіде) — село в Ралевской сельской общине Самборского района Львовской области Украины.
Население по переписи 2001 года составляло 552 человека. Занимает площадь 9,418 км². Почтовый индекс — 81477. Телефонный код — 3236.